# The Futureheads
The Futureheads é uma banda de indie rock britânica surgida em Sunderland, Inglaterra. Entre as suas influências estão Kate Bush, Fugazi, Devo, Queen e The Jam. O nome foi tomado do título de um álbum do The Flaming Lips chamado Hit to Death in the Future Head.

## História
A banda começou como um trio, com Barry Hyde (vocais e guitarra), Jaff (baixo) e Pete Brewis (bateria). Ross Millard (vocais e guitarra) logo se juntou a eles, tendo tocado em uma banda com Jaff na faculdade. Sua primeira apresentação foi em 2000, e sua reputação local cresceu rapidamente através do boca-a-boca. O irmão mais novo de Barry Hyde, Dave, substituiu Brewis na bateria, e seu primeiro single foi lançado em 2002.
A banda lançou seu álbum epônimo em setembro de 2004. Cinco faixas foram produzidas por Andy Gill do Gang of Four. Bem recebidos pela crítica, sua música foi descrita por alguns como energética e vibrante.

## Discografia

### Álbuns
- The Futureheads (12 de julho de 2004) - 679 Recordings
- News and Tributes (29 de maio de 2006) - 679 Recordings
- This Is Not the World (24 de maio de 2008) - Nul Records
- The Chaos (26 de Abril de 2010) - Nul Records

### EPs
- Nul Book Standard EP (2002) - Project Cosmonaut
- 1-2-3-Nul! EP (2003) - Fantastic Plastic Records
- Area EP (28 de novembro de 2005) - 679 Recordings

### Singles
| Ano  | Música                                    | Álbum                 |
| ---- | ----------------------------------------- | --------------------- |
| 2004 | "First Day"                               | The Futureheads       |
| 2004 | "A to B" (apenas na internet)             | The Futureheads       |
| 2004 | "Decent Days and Nights"                  | The Futureheads       |
| 2004 | "Meantime"                                | The Futureheads       |
| 2005 | "Hounds of Love"                          | The Futureheads       |
| 2005 | "Decent Days and Nights" (re-lançamento)" | The Futureheads       |
| 2005 | "Area"                                    | Area EP               |
| 2006 | "Skip to the End"                         | News and Tributes     |
| 2006 | "Worry About it Later"                    | News and Tributes     |
| 2008 | "The Beginning of the Twist"              | This Is Not the World |
| 2008 | "Radio Heart"                             | This Is Not the World |

### Coletâneas
- Music from the OC: Mix 4 (2005 · Warner Bros./Wea)

### Curiosidades
- Recentemente a Sega da Europa usou uma das músicas da banda para a divulgação de oportunidades de trabalhos na empresa. A música escolhida foi "The Beginning of the Twist".

- Commons